# Sámuel Teleki
Graaf Sámuel Teleki van Szék (1 november 1845 - 10 maart 1916) was een Hongaarse ontdekkingsreiziger die de eerste expeditie leidde naar het noorden van het huidige Kenia. Hier was hij de eerste Europeaan die het Turkanameer aanschouwde.

## Biografie
Teleki behoort tot een prominente aristocratische familie in Transsylvanië, dat destijds tot Koninklijk Hongarije behoorde (tegenwoordig Roemenië). Hij werd op 1 november 1845 geboren in het Transsylvaanse dorp Ernei. De eerste periode van zijn leven hield Teleki zich grotendeels bezig met het beheer van zijn graafschap in Sic (Hongaars: Szék) en met zijn politieke carrière. In 1881 werd hij een lid van het Magnatenhuis. 
Teleki ontwikkelde een fascinatie voor de Afrikaanse ontdekkingsreizen die in zijn tijd werden gemaakt en trof voorbereidingen voor een safari in Oost-Afrika. Teleki was bevriend met Rudolf van Oostenrijk, kroonprins van Oostenrijk-Hongarije, en deze deed hem het voorstel om in plaats van de safari een ontdekkingsreis te maken in het gebied ten noorden van het Baringomeer in Kenia. Hij zou zo het gebied verder in kaart brengen daar waar de Schotse ontdekkingsreiziger Joseph Thomson is gestopt.

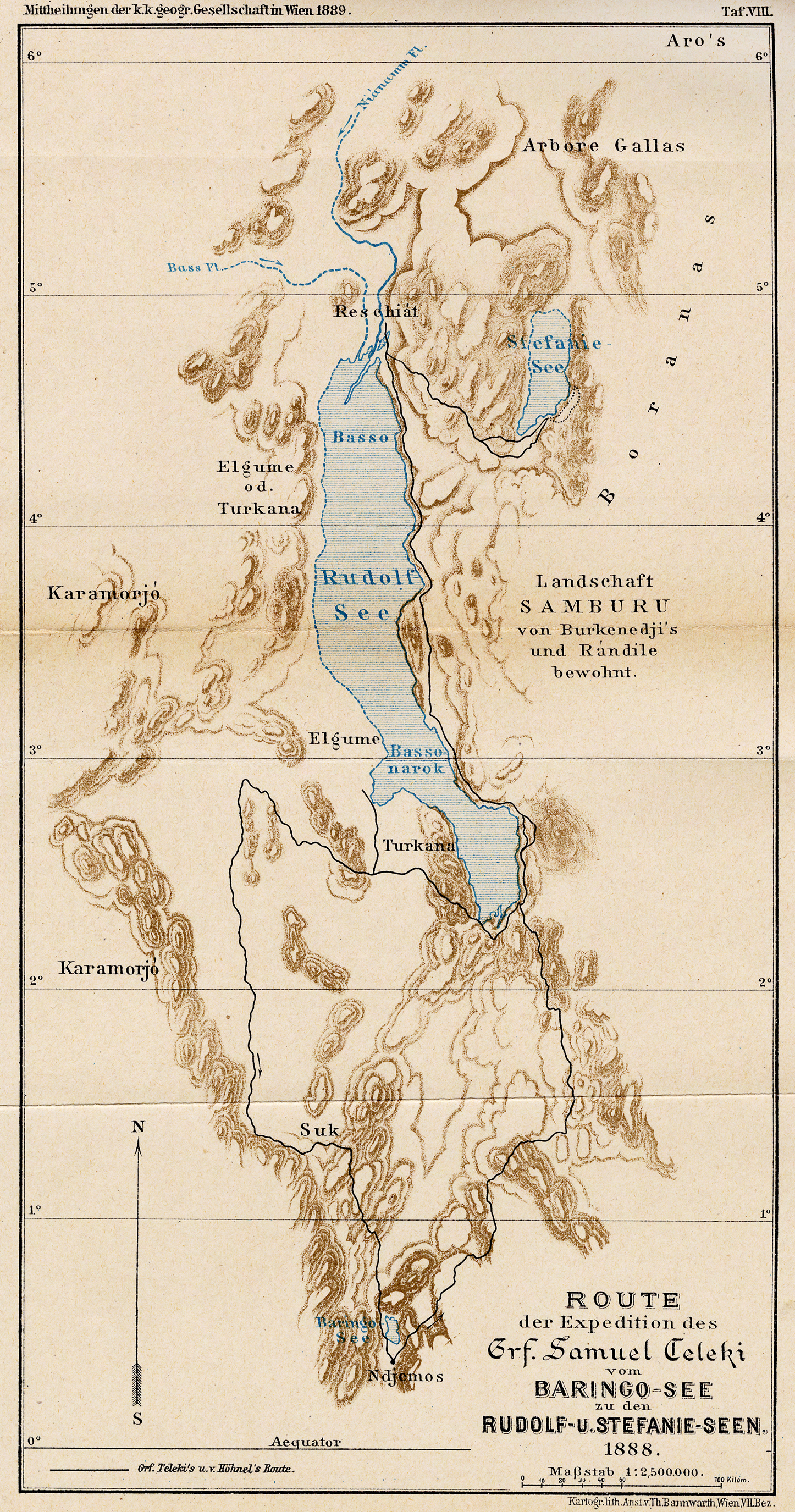
Kaart van Teleki's route van het Baringomeer naar het Rudolf- en Stefaniemeer

### Expedities in Oost-Afrika
De Oostenrijkse marineofficier Ludwig von Höhnel sloot zich aan bij Teleki en samen trokken ze in februari 1887 vanuit de havenstad Pangani het binnenland van Tanzania in. Samen met ongeveer 400 dragers volgden ze de rivier de Pangani richting het noorden en brachten een groot deel van de Grote Slenk in kaart. In juni van dat jaar trachtten Teleki en von Höhnel de top van de Kilimanjaro te bereiken, waarbij Teleki tot voorbij de sneeuwgrens klom en met 5300 meter een nieuw hoogterecord vestigde.
Teleki en Von Höhnel trokken vanaf de Kilimanjaro verder naar het noorden, het huidige Kenia in. Hier was Teleki de eerste ontdekkingsreiziger die Mount Kenya beklom, waarbij hij een hoogte bereikte van 4300 meter. Verder naar het noorden ontdekte het tweetal op 5 maart 1888 het Turkanameer. Dit was tot die tijd het enige meer van het Grote Merengebied dat nog niet door Europeanen was bezocht. Teleki noemde het het Rudolfmeer, naar zijn vriend Rudolf van Oostenrijk. Verder naar het noorden ontdekte Teleki en Von Höhnel een meer in het zuiden van Ethiopië. Teleki noemde dit het Stefaniemeer, naar Rudolfs vrouw, Stefanie van België. Later kwam het meer bekend te staan als Chew Bahir.
In oktober 1888 bereikten Teleki en Von Höhnel de Keniaanse havenstad Mombassa en werd hun gezamenlijke ontdekkingsreis beëindigd. Ze hadden tijdens deze reis een groot aantal studies gemaakt van het klimaat, de flora en de fauna van het bezochte gebied. Bovendien hadden ze een waardevolle collectie aangelegd van inheemse planten, dieren en meer dan vierhonderd artefacten afkomstig van de lokale bevolking, voornamelijk van de Masai en de Kikuyu.

### Latere jaren
Teleki beschreef zijn reisverslag in 1886 in zijn East African Diaries, dat in 1895 in het Engels werd vertaald. Von Höhnel beschreef de expeditie in The discovery of Lakes Rudolf and Stefanie. In 1895 keerde Teleki terug naar Tanzania voor een tweede beklimming van de Kilimanjaro. Ook deze keer lukte het Teleki niet om de top te bereiken. Hij keerde terug naar Hongarije en stief op 10 maart 1916 in Boedapest. Ter nagedachtenis van Teleki werd Lobelia telekii naar hem vernoemd, een inheemse plant die in de Afroalpiene zone van Mount Kenya groeit.